# How to Destroy a Relationship
How to Destroy a Relationship è il secondo album in studio del gruppo britannico The Servant, pubblicato nel 2006.

## Tracce
1. How to Destroy a Relationship – 3:34
2. Sleep Deprivation – 3:43
3. Hey Lou Reed – 4:10
4. Save Me Now – 3:57
5. Moonbeams – 3:41
6. Brains – 4:32
7. Hey Do You Feel Good? – 4:47
8. (I Should Be Your) Girlfriend – 3:50
9. I Wish I Could Stop Wishing for Things – 3:19
10. On Your Knees Kid – 4:23
11. Out of Phase – 3:26

## Classifiche
| Classifica (2006) | Posizione massima |
| ----------------- | ----------------- |
| Francia           | 71                |
| Italia            | 98                |
| Svizzera          | 63                |